# تهاجم اعضای پیمان ورشو به چکسلواکی
تهاجم اعضای پیمان ورشو به چکسلواکی اشاره به تهاجم چهار عضو پیمان ورشو، شامل اتحاد جماهیر شوروی، جمهوری خلق بلغارستان، جمهوری خلق مجارستان و جمهوری خلق لهستان، به جمهوری سوسیالیستی چکسلواکی در شامگاه روز ۲۰ اوت سال ۱۹۶۸ دارد. این تهاجم به منظور سرکوب اصلاحات سیاسی الکساندر دوبچک موسوم به بهار پراگ صورت گرفت. در این شب ۲۰۰٬۰۰۰ سرباز و ۲٬۰۰۰ تانک به خاک چکسلواکی وارد شدند.

## واکنش‌ها در چکسلواکی
مخالفت گستردهٔ مردم به صورت مقاومت بدون خشونت نمود پیدا کرد. در پراگ و شهرهای دیگر مردم با شماتت و سرزنش با سربازانِ پیمان ورشو برخورد می‌کردند. آن‌ها هر گونه کمک اعم از آب و غذا را از مهاجمان دریغ می‌کردند. دیوارنگاری‌ها و پلاکاردها مهاجمان، رهبران شوروی و هم‌دستان‌شان را محکوم می‌کرد. شهروندان جهت‌ها را اشتباهی به سربازان نشان می‌دادند و حتی علائم راهنمایی و رانندگی را از بین برده بودند.
در ۱۹ ژانویهٔ ۱۹۶۹، یان پالاخ خودش را در میدانی در شهر پراگ به آتش کشید. او به موج جدید سرکوب آزادی بیان اعتراض می‌کرد.

## واکنش‌ها در دیگر کشورهای عضو پیمان ورشو
بسیاری از مردمِ اتحاد جماهیر شوروی با این حمله موافق نبودند. در ۱۸ اوت، میدان سرخ مسکو شاهد اعتراض ۸ نفر بود که شعارهایی علیه حملهٔ نظامی بر پلاکاردهایشان دیده می‌شد. اعتراض‌کنندگان بازداشت شدند و بعدها تحت عنوان ضدیت با شوروی مجازات شدند.
در ۸ سپتامبر ۱۹۶۸ در جمهوری خلق لهستان، رشارت شیویتز خودش را در استادیومی در شهر ورشو به آتش کشید. او به تمامیت‌خواهی کمونیسم و حمله به چکسلواکی اعتراض داشت. او چهار روز بعد در بیمارستان جان داد.
در جمهوری سوسیالیستی رومانی (تنها عضوی از پیمان ورشو که در حمله به چکسلواکی شرکت نکرد)، نیکولای چائوشسکو، سیاست‌های شوروی را با لحنی تند به چالش کشید. این اتفاق در یک سخنرانی عمومی در بخارست و درست در روز حمله به چکسلواکی انجام شد.

## واکنش‌ها در کشورهای دیگر دنیا
در همان شبِ حمله کانادا، دانمارک، فرانسه، پاراگوئه، انگلستان و آمریکا به شورای امنیت سازمان ملل درخواست جلسه دادند. در این جلسه سفیر شوروی اعلام کرد که اقدام پیمان ورشو کمکی برادرانه در مقابل نیروهای ضد اجتماعی بوده‌است. روز بعد چندین کشور با ارائهٔ قطعنامه‌ای حمله را محکوم کردند و خواستار خروج نیروهای پیمان ورشو از چکسلواکی شدند و سفیر آمریکا اعلام کرد که کمکِ برادرانهٔ شوروی درست مثلِ کاری‌ست که قابیل با هابیل کرد.
اشغال چکسلواکی، در فنلاند به عنوان ننگ بزرگ قلمداد شد و حزب کمونیست فنلاند مثل احزاب کمونیستِ فرانسه و ایتالیا حمله را تقبیح کرد.
یوگسلاوی هراسان بود که مشابه چنین اقدامی علیه او هم اجرا شود. به همین خاطر نیروهای نظامی یوگسلاوی در آمادگی کامل بودند و نیروهای دفاعی در مرزهای یوگسلاوی افزایش یافتند.